# Tabby Callaghan
Trevor John "Tabby" Callaghan (1981. április 22 - ) ír származású zenész. A The X Factor első évadában ért el harmadik helyezést 2004-ben.

## Korai karrierje
Callaghan rengeteg együttesben játszott tizenéves korában is. Sligóban nőtt fel testvérével, Dominiccal, akivel 1998 körül létrehozta első igazi együttesét, mely a Petronella nevet kapta. Az együttes Írországban akkor ért el némi sikert, mikor kiadta Feeling So Low című kislemezét, mely az Irish top 20 listán jelent meg. A Petronella a Star for a Night fellépője is volt.

## The X Factor
Miután a Petronella feloszlott, Callaghan létrehozta a Boomot, későbbi nevén DZ5t. A csapat jelentkezett az ITV tehetségkutatójába, a The X Factorba, viszont tudomásul kellett venniük, csak éneklő együttesek jelentkezhetnek a műsorba. 
Simon Cowell, Louis Walsh és Sharon Osbourne tanácsára szólóénekesként újra jelentkezett a műsorba. Sharon Osbourne választotta őt, hogy magával vigye az élő showba. Callaghan harmadikként távozott a versenyből.

## AzX Factorután
Az X Factor után Callaghan kiadta első kislemezét Írországban, melynek címe Number One (eredeti címe Holes in My Shoes, ahogy azt korábban bejelentette). A dalt Callaghan mellett Mark Hudson szerezte. A B-oldala a Slade slágerének (My Oh My) feldolgozása lett. A kislemezt csak Írországban adták ki, az ír listákon 7. helyezést ért el az első héten.
További kislemezeket is tervezett egy albumhoz. Egy King of the Town című dalt tervezett 2007-re, viszont sosem jelent meg a felvétel. Viszont Gotta Get Control című kislemeze 2011. április 22-én megjelent letölthető formátumban. Albumát 2012-ben tervezi kiadni.

## Diszkográfia

### Albumok
- Bread Vs. Art (2010)

### Kislemezek

#### Petronella
- Drowning (1999)
- Feeling So Low (1999)
- Oh No (1999)
- Greed

#### Tabby
- Number One (2005)
- Gotta get Control (2011)

#### Tabby & The Tsars
- Never Forget You (2006)
- Brendan's Song (2006)
- Never Forget You (2006)
- Take A Swing (2006)